# Liste de points extrêmes de l'Asie

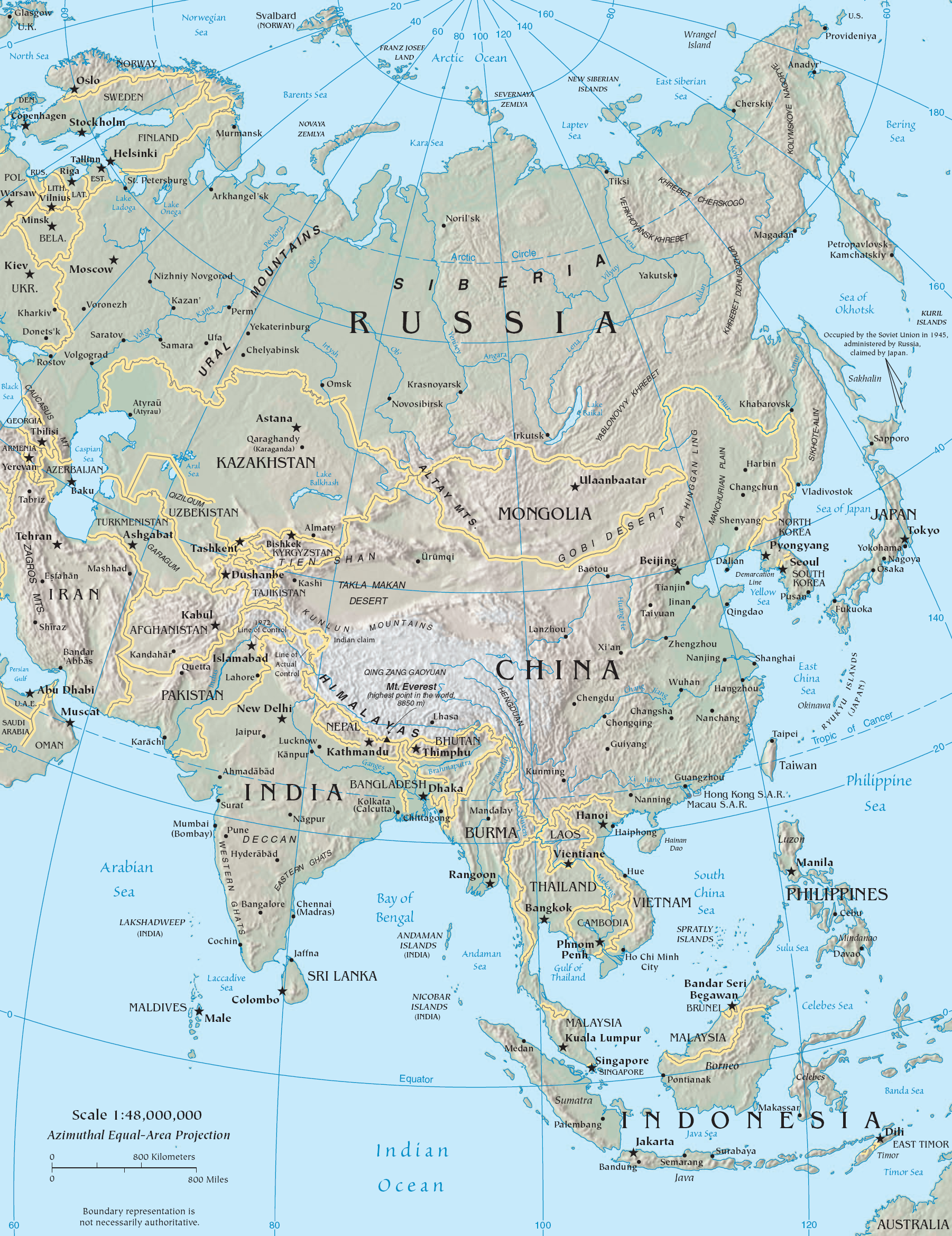
Carte de l'Asie

Voici une liste des points extrêmes de l'Asie.
La frontière entre l'Asie et l'Europe (qui n'est, après tout, que la partie occidentale du continent Eurasie) est totalement arbitraire et est d'ailleurs sujette à diverses interprétations.

## Latitude et longitude

### Asie
- Nord : 
  - île Schmidt, terre du Nord,  Russie (81° 17′ 12″ N, 95° 31′ 14″ E)
  - Cap Fligely, terre François-Joseph (81° 51′ 31,6″ N, 59° 07′ 33,7″ E [Point le plus septentrional de l'Eurasie et de l'Europe]).
- Sud : Pulau Pamana,  kabupaten Rote Ndao,  Indonésie (11° 00′ 32″ S, 122° 52′ 35″ E)[1]
- Ouest : Baba burnu,  Turquie (39° 28′ 47″ N, 26° 03′ 48″ E)[2]
- Est : Île Ratmanov,  Russie (65° 48′ 06″ N, 168° 59′ 53″ O).

### Continent
- Nord : Cap Tcheliouskine,  Russie (77° 43′ 22″ N, 104° 15′ 23″ E)
- Sud : Cap Piai,  Malaisie (1° 15′ 56″ N, 103° 30′ 33″ E)
- Ouest : Baba Burnu,  Turquie (39° 28′ 47″ N, 26° 03′ 48″ E)
- Est : Cap Dejnev,  Russie (66° 04′ 45″ N, 169° 39′ 07″ O)[3]

## Altitude
- Maximale : Everest,  Chine -  Népal, 8 848 m
- Minimale : Mer Morte,  Israël -  Jordanie -  Palestine -417 m

## Vue d'ensemble
| Cap Arctique Cap Fligely Dana South Island Grande Diomède Cap Tcheliouskine Cap Piai Cap Baba Cap Dejnev Everest Mer Morte |